# Izsák Zoltán
Izsák Zoltán (Brassó, 1951. június 2. – 2016. június 5.) erdélyi magyar biológus, zoológiai szakíró, tanár.

## Életútja
Izsák Domokos és Izsák Irén házasságából született unitárius vallású családban.
Szülővárosában érettségizett (1970), a Babeș–Bolyai Tudományegyetemen biológia szakos tanári diplomát szerzett (1975). Csíkszeredában előbb az Ipari Líceum, majd a Matematika–Fizika Líceum tanára. A bukaresti Grigore Antipa Természettudományi Múzeum munkatársa. 1979-től Márton Áron Főgimnázium (a Matematika-Fizika Líceum Nicolae Ceaușescu bukása után, 1990. május 25-én vehette fel Márton Áron vértanú püspök nevét) biológiatanára. I. fokozatú tanár.
Több mint tízezer darabból álló lepkegyűjteménye elsőnek jelez Romániában néhány új fajt és a tudomány számára több új alfajt. A lepkék vándorlási jelenségeiről szóló szaktanulmányát a ploieşti-i Természettudományi Múzeum Comunicări şi referate című írásgyűjteménye (1976), a Gyergyószentmiklós és Gyilkos-tó környékének ritka lepkefajaira vonatkozó tanulmányát az Acta Hargitensia (1980) közölte. Borsodi Lászlóval, Fülöp Zoltánnal és Pálfalvi Pállal közösen szerkesztette a Hargita megye védett és ritka növényei, állatai című kétnyelvű kiadványt (Csíkszereda, 1981).
Kutatási területe a lepkevilág fajtagazdagsága. A romániai lepkésztársulat alapító tagja.